# میمون عنکبوتی پشمالو
میمون عنکبوتی پشمالو (نام علمی: Brachyteles) نام یک سرده از تیره عنکبوتی‌میمونان است.